# Pericalus
Pericalus is een geslacht van kevers uit de familie van de loopkevers (Carabidae). De wetenschappelijke naam van het geslacht is voor het eerst geldig gepubliceerd in 1825 door W.S. MacLeay.

## Soorten
Het geslacht Pericalus omvat de volgende soorten:
- Pericalus aeneipennis Louwerens, 1964
- Pericalus amplus Andrewes, 1937
- Pericalus angusticollis Baehr, 1994
- Pericalus atricornis Baehr, 1994
- Pericalus cicindeloides W.S.MacLeay, 1825
- Pericalus cordicollis Andrewes, 1931
- Pericalus cuprascens Baehr, 1994
- Pericalus depressus Andrewes, 1926
- Pericalus distinctus Dupuis, 1913
- Pericalus dux Andrewes, 1920
- Pericalus fascinator Andrewes, 1937
- Pericalus figuratus Chaudoir, 1861
- Pericalus formosanus Dupuis, 1913
- Pericalus funestus Andrewes, 1926
- Pericalus gratus Schaum, 1861
- Pericalus guttatus Chevrolat, 1832
- Pericalus imitator Baehr, 2000
- Pericalus klapperichi Jedlicka, 1953
- Pericalus laetus Schaum, 1860
- Pericalus levifrons Heller, 1916
- Pericalus longicollis Chaudoir, 1869
- Pericalus magnus Baehr, 1994
- Pericalus nigripes Baehr, 2000
- Pericalus novaeirlandiae Baehr, 2003
- Pericalus ornatus Schmidt-Gobel, 1846
- Pericalus philippinus Heller, 1916
- Pericalus picturatus Chaudoir, 1869
- Pericalus quadrimaculatus (W.S.MacLeay, 1825)
- Pericalus robustus Baehr, 1994
- Pericalus signatus Jedlicka, 1936
- Pericalus tetrastigma Chaudoir, 1861
- Pericalus undatus Chaudoir, 1848
- Pericalus violaceus Andrewes, 1926
- Pericalus xanthopus Schaum, 1860